# Anonimalle Chronicle
L'Anonimalle Chronicle est une compilation en anglo-normand de divers textes relatifs à l'histoire de l'Angleterre, effectuée à l'abbaye Sainte-Marie d'York, dans la seconde moitié du XIVe siècle. Elle constitue une continuation à la version longue du Brut en prose anglo-normand. Son manuscrit est conservé à la bibliothèque universitaire de Leeds.